# Pyin U Lwin
Pyin U Lwin o Pyin Oo Lwin (en birmano: ပြင်ဦးလွင်မြို့ MLCTS: prang u: lwang mrui [pjɪ̀ɰ̃ ʔú lwɪ̀ɰ̃], en shan: ဝဵင်းပၢင်ႇဢူႈ, anteriormente  Maymyo Ciudad May) es una ciudad turística del interior de Birmania, localizada a unos 67 kilómetros al este de la ciudad de Mandalay.

## Historia
Pyin U Lwin era inicialmente una aldea shan situada entre Naungcho y Mandalay, en la carretera que enlaza Lashio a Mandalay. Durante la ocupación colonial británica, en 1896, la potenciaron como una ciudad de recreo, debido a su clima montañoso fresco, especialmente durante los meses de temperaturas más cálidas. El gobierno colonial de Birmania se trasladaba a Maymyo durante la estación cálida, escapándose de las altas temperaturas y humedad de Rangoon. El nombre May myo significa Ciudad de May en birmano, y viene del primer administrador de la ciudad, coronel May. 
Como herencia del período colonial, la ciudad tiene aproximadamente 10 000 habitantes de procedencia india y 5.000 nepaleses, que desempeñaron servicios en el regimiento del gurkha del ejército británico, y que se asentaron en Maymyo después de que los británicos le concedieran la independencia a Birmania. 
Maymyo era también un centro educativo importante durante épocas coloniales, con el GEHSs (escuelas secundarias del gobierno inglés), por ejemplo, St. Maria, St. Michael, St. Albert, y Colgate, todas situadas en la ciudad. También es la sede del Myanmar Defence Services Academy (DSA). Maymyo tiene también una activa comunidad de descendientes de europeos, sobre todo de anglo-birmanos y de anglo-indios. Últimamente, ha habido una gran influencia de los inmigrantes chinos, especialmente de los procedentes de Yunnan.
La confección de jerséis, las plantaciones y las huertas son las actividades locales principales, pero el contrabando con la India y con China son también muy significativos.
Fundado en 1915, el Jardín Botánico Nacional de Kandawgyi es un polo de atracción turística de la ciudad de Pyin U Lwin.

## Demografía
| Gráfica de evolución de Pyin U Lwin entre 1983 y 2013 |
|                                                       |

## Galería

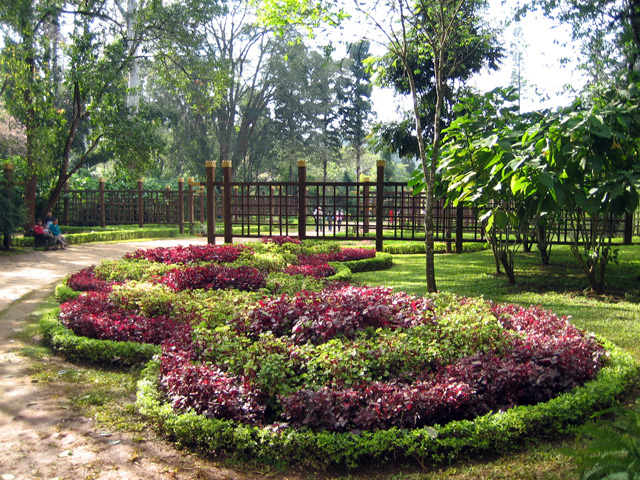
Kandawgyi National Garden
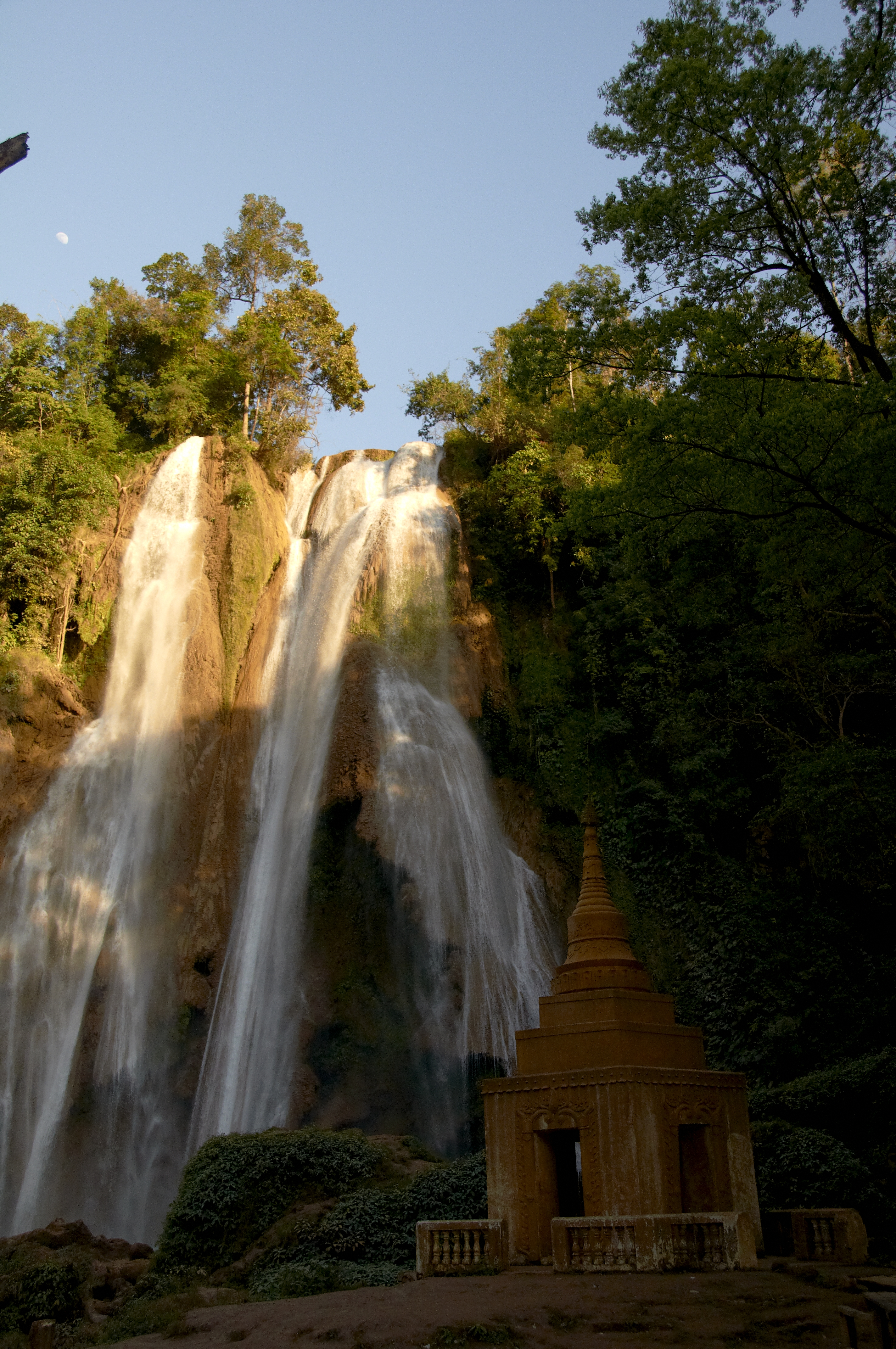
Anesakhan
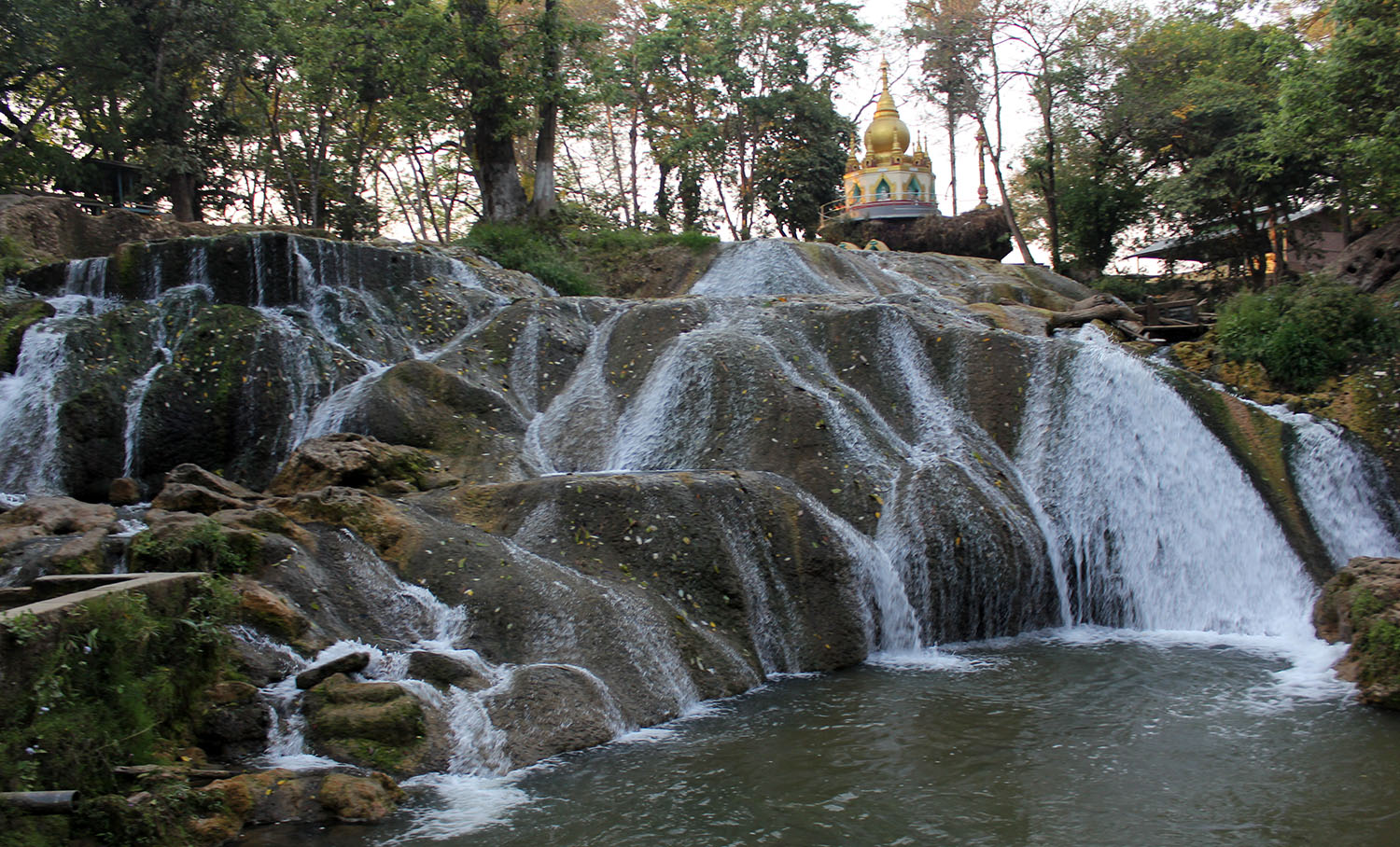
Cascada Pwe Kauk
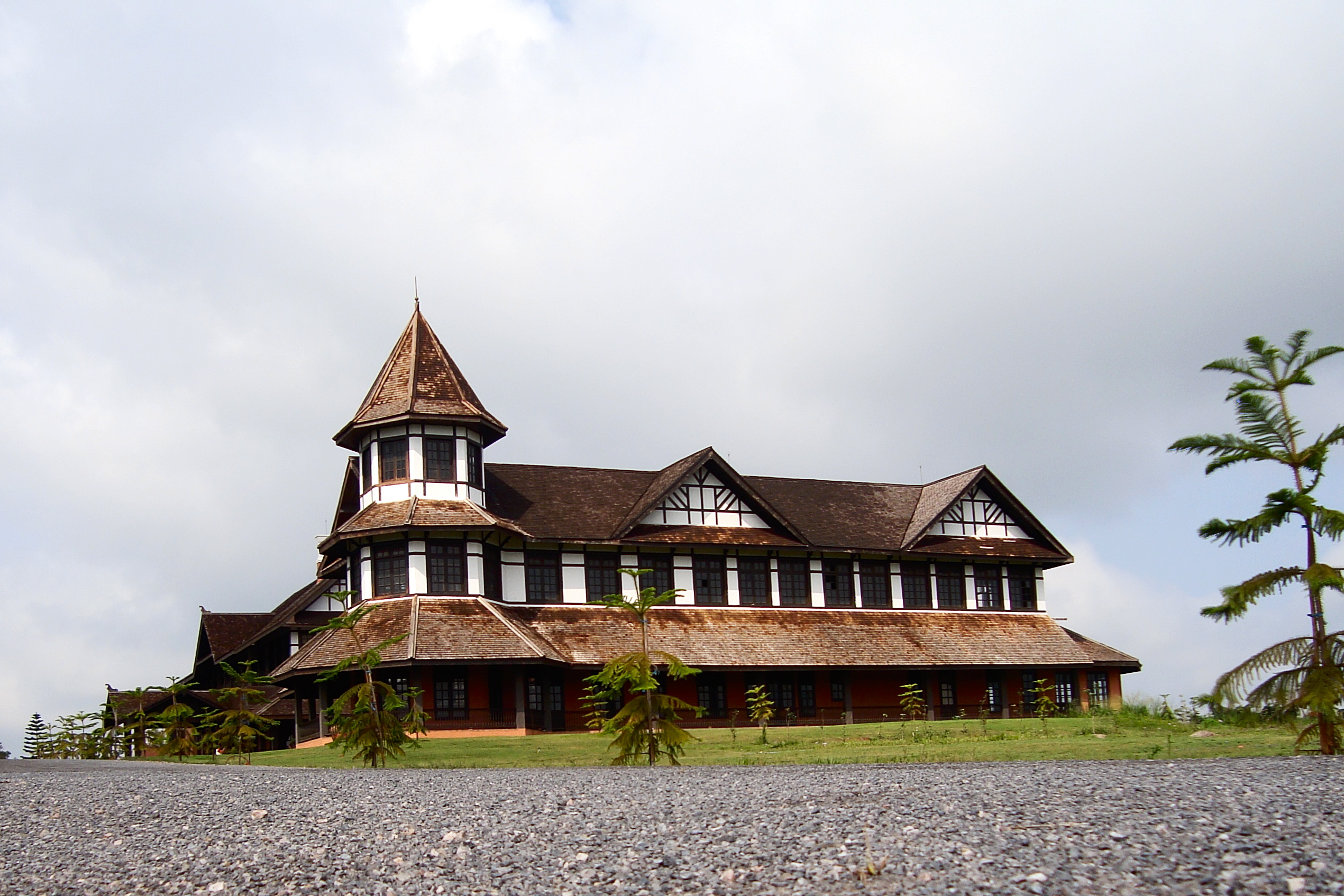